# كايل ماكورد
كايل ماكورد (بالإنجليزية: Kyle McCord)‏ هو لاعب كرة قدم أمريكي في مركز الوسط، ولد في 3 أغسطس 1992 في Chester Springs, Pennsylvania ‏ في الولايات المتحدة. لعب مع نادي بان.

## وصلات خارجية
- كايل ماكورد على موقع قاعدة بيانات كرة القدم.إي يو (الإنجليزية)
- كايل ماكورد على موقع Soccerway.com (الإنجليزية)